# Sanjay Dutt
Sanjay Dutt (Hindi: संजय दत्त, Bombay, 29 juli 1959) is een Indiase acteur. Hij won vele prijzen en staat bekend als een van de beste acteurs die Bollywood rijk is.

## Carrière
Zoals veel Indiase acteurs stamt Sanjay Dutt uit een filmfamilie. Zijn ouders waren Sunil Dutt en Nargis, twee van de grootste Bollywood-filmlegendes van de jaren vijftig. Op twaalfjarige leeftijd verscheen de jonge Sanjay voor het eerst in een film, Reshma Aur Shera, waarvan zijn vader Sunil regisseur was. Zijn eigenlijke debuut volgde in 1981 met de film Rocky, die eveneens door zijn vader geregisseerd werd. De film flopte, maar zijn ster in Bollywood bleef niettemin rijzen en dankzij rollen in films als Vidhaata, Naam, Kabzaa, Hathyar, Sadak en Saajan verwierf Sanjay Dutt zich een vaste plaats op het witte doek. Zijn grote doorbraak volgde in 1993 met Khal Nayak van regisseur Subhash Ghai. De schurkenrol die hij in deze film speelde, werd wijd en zijd geprezen en leverde hem zijn tweede nominatie voor de Prijs voor Beste Mannelijke Acteur op het Filmfare-festival (het Indiase equivalent van een Academy Award) op.
De volgende mijlpaal in de loopbaan van Sanjay Dutt is zijn rol in de film Vaastav: The Reality uit 1999, waarmee hij vrijwel alle mogelijke prijzen in de wacht sleepte die in de Bombayse filmindustrie te behalen waren. Met deze gangsterrol bewees Dutt niet alleen booswichten of macho's te kunnen spelen, maar ook een gecompliceerd karakter van een ongekende diepgang te kunnen voorzien.
Al met al heeft Dutt in meer dan 130 films gespeeld. Het bekendst is hij geworden dankzij zijn rol van de goedmoedige onderwereldfiguur Munna Bhai, die hij tot dusverre in twee films heeft gespeeld: Munnabhai M.B.B.S. (2003) en Lage Raho Munna Bhai (2006). Deze rol leverde hem in 2004 de Filmfare Award voor beste acteur in een komische rol op.
Met enkele vrienden en de regisseur Sanjay Gupta heeft Dutt een eigen productiebedrijf opgericht, White Feather Films, dat onder meer verantwoordelijk is voor films als Kaante, Musafir en Zinda, waarin Sanjay Dutt de hoofdrol speelt.

## Privéleven
Het leven van de acteur Sanjay Dutt is gekenmerkt geweest door moeilijkheden. In zijn tienerjaren worstelde hij met een zware drugsverslaving, die nog werd verergerd door de dood van zijn moeder Nargis enkele dagen vóór de première van Rocky. Pas in 1984 lukte het hem af te kicken in een afkickcentrum in Texas, waar echter ook een ingeklapte long bij hem werd geconstateerd. In 1987 trouwde hij met Richa Sharma, die zich over hem had ontfermd toen hij met longproblemen kampte. Een jaar later kreeg het echtpaar een dochter, Trishala, maar kort daarop werd bij Richa een hersentumor geconstateerd, waaraan zij uiteindelijk in 1996 zou overlijden. Hierop ontbrandde een fel juridisch steekspel met Dutts schoonouders omtrent de voogdij, die uiteindelijk door Dutt werd verloren. In 1998 trouwde hij voor de tweede keer met het model Rhea Pillai, maar het huwelijk werd geen succes en resulteerde uiteindelijk in een echtscheiding. In 2008 trouwde hij voor de derde keer met Manyata (geboren als Dilnawaz Shaikh).
Sanjay Dutt heeft een lange geschiedenis van problemen met justitie. Kort na de Bomaanslagen in Bombay van 1993 werd Dutt gearresteerd; in zijn huis waren illegale wapens aangetroffen, die afkomstig waren van de Bombayse onderwereld. Op verdenking van terrorisme werd hij tot een lange gevangenisstraf veroordeeld, waarvan hij 16 maanden had uitgezeten toen hij in oktober 1995 op borgtocht werd vrijgelaten. In 2006 werd Dutt uiteindelijk vrijgesproken van terrorisme, maar in 2007 tot zes jaar gevangenisstraf veroordeeld voor verboden wapenbezit. In hetzelfde jaar werd hij opnieuw enkele malen gearresteerd. In maart 2013 werd Dutt opnieuw gearresteerd en veroordeeld tot 5 jaar gevangenisstraf.
Paradoxaal genoeg hebben Dutts aanvaringen met justitie zijn populariteit nooit ondermijnd. Dankzij zijn vriendelijke, goedmoedige karakter en zijn grote respect voor zijn ouders, een eigenschap die in India hoog staat aangeschreven, blijven miljoenen fans hem buitengewoon toegewijd.
In navolging van zijn vader Sunil, die voor zijn dood in 2005 de functie bekleedde van minister van sport van India, kondigde Sanjay Dutt in 2008 aan een politieke carrière te ambiëren. Hij wilde zich namens zijn partij, de linkse Samajwadi-partij, kandidaat stellen voor de Lok Sabha. Met het oog op zijn veroordeling was dit echter onmogelijk en in maart 2009 trok Dutt zich terug. Thans bekleedt hij de functie van secretaris-generaal van de partij.

## Filmografie
| Jaar | Film                          | Rol                                 | Opmerkingen |
| ---- | ----------------------------- | ----------------------------------- | --- |
| 1971 | Reshma Aur Shera              |                                     | Als kind in het lied Mujhe Mere Yaar Se Milva De |
| 1981 | Rocky                         | Rakesh/ Rocky D'Souza               | |
| 1982 | Vidhaata                      | Kunal Singh                         | |
| 1982 | Johny I Love You              | Raju S. Singh/ Johny                | |
| 1983 | Main Awara Hoon               | Sanjeev Kumar                       | |
| 1983 | Bekaraar                      | Shyam                               | |
| 1984 | Mera Faisla                   | Raj Saxena                          | |
| 1984 | Zameen Aasmaan                | Sanjay                              | |
| 1985 | Jaan Ki Baazi                 | Amar/ Bambaiya (Laxman)             | |
| 1985 | Do Dilon Ki Dastaan           | Vijay Kumar Saxena                  | |
| 1986 | Mera Haque                    | Amar Singh                          | |
| 1986 | Jeeva                         | Jeeva/ Jeevan Thakur                | |
| 1986 | Naam                          | Vicky Kapoor                        | |
| 1987 | Naam O Nishan                 | Suraj Singh                         | |
| 1987 | Inaam Dus Hazaar              | Kamal Malhotra                      | |
| 1987 | Imaandaar                     | Rajesh                              | |
| 1988 | Jeete Hain Shaan Se           | Govinda                             | |
| 1988 | Mohabbat Ke Dushman           | Hisham                              | |
| 1988 | Khatron Ke Khiladi            | Raja                                | |
| 1988 | Kabzaa                        | Ravi Varma                          | |
| 1988 | Mardon Wali Baat              | Tinku                               | |
| 1989 | Itihaas                       | Karan                               | |
| 1989 | Taaqatwar                     | Sharma                              | |
| 1989 | Kanoon Apna Apna              | Ravi                                | |
| 1989 | Hum Bhi Insaan Hain           | Bhola                               | |
| 1989 | Hathyar                       | Avinash                             | |
| 1989 | Do Qaidi                      | Manu                                | |
| 1989 | Ilaaka                        | Suraj Verma                         | |
| 1990 | Zahreelay                     | Raaka                               | |
| 1990 | Tejaa                         | Tejaa/ Sanjay                       | |
| 1990 | Khatarnaak                    | Suraj/ Sunny                        | |
| 1990 | Jeene Do                      | Karamvir                            | |
| 1990 | Krodh                         | Vijay/ Munna                        | |
| 1990 | Thanedaar                     | Brijesh Chandar                     | |
| 1991 | Yodha                         | Suraj Singh                         | |
| 1991 | Sadak                         | Ravi                                | |
| 1991 | Qurbani Rang Layegi           | Raj Kishen                          | |
| 1991 | Khoon Ka Karz                 | Arjun                               | |
| 1991 | Fateh                         | Karan                               | |
| 1991 | Do Matwale                    | Ajay                                | |
| 1991 | Saajan                        | Aman Verma/ Sagar                   | Filmfare - Prijs voor beste acteur (nominatie) |
| 1992 | Jeena Marna Tere Sang         | Amar                                | |
| 1992 | Adharm                        | Vicky Verma                         | |
| 1992 | Sahebzaade                    | Raja                                | |
| 1992 | Sarphira                      | Suresh Sinha                        | |
| 1992 | Yalgaar                       | Vishal Singhal                      | |
| 1993 | Sahibaan                      | Vijay Pal Singh                     | |
| 1993 | Khal Nayak                    | Ballu                               | Filmfare - Prijs voor beste acteur (nominatie) |
| 1993 | Kshatriya                     | Vikram Singh                        | |
| 1993 | Gumrah                        | Jagan Nath                          | |
| 1994 | Zamane Se Kya Darna           | Vikram Singh                        | |
| 1994 | Insaaf Apne Lahoo Se          | Raju                                | |
| 1994 | Aatish                        | Baba                                | |
| 1994 | Amaanat                       | Vijay                               | |
| 1995 | Jai Vikraanta                 | Vikraanta                           | |
| 1995 | Andolan                       | Adarsh                              | |
| 1996 | Namak                         | Gopal                               | |
| 1996 | Vijeta                        | Ashok                               | |
| 1997 | Sanam                         | Narendra Anand                      | |
| 1997 | Mahaanta                      | Sanjay Malhotra                     | |
| 1997 | Daud                          | Nandu                               | |
| 1998 | Dushman                       | Suraj Singh Rathod                  | |
| 1999 | Daag: The Fire                | Karan Singh                         | |
| 1999 | Kartoos                       | Raja/ Jeet Balraj                   | |
| 1999 | Safari                        | Kishan                              | |
| 1999 | Haseena Maan Jaayegi          | Sonu                                | |
| 1999 | Vaastav: The Reality          | Raghunath Namdev Shivalkar          | Filmfare - Prijs voor beste acteur (winnaar) Star Screen Award - Prijs voor beste acteur (winnaar) IIFA - Prijs voor beste acteur (winnaar) |
| 1999 | Khoobsurat                    | Sanju                               | |
| 2000 | Khauff                        | Anthony/ Vicky/ Babu                | |
| 2000 | Baaghi                        | Raja                                | |
| 2000 | Chal Mere Bhai                | Vicky Oberoi                        | |
| 2000 | Jung                          | Balli                               | |
| 2000 | Mission Kashmir               | Inayat Khan                         | Filmfare - Prijs voor beste acteur (nominatie) Star Screen Award - Prijs voor beste mannelijke bijrol (winnaar) IIFA - Prijs voor beste acteur (nominatie) Zee Cine - Prijs "Premiere Choice" (winnaar)                                                                                              |
| 2000 | Kurukshetra                   | Prithviraj Singh                    | Star Screen Award - Prijs voor beste acteur (nominatie) |
| 2000 | Raju Chacha                   | Gafoor                              | |
| 2001 | Jodi No.1                     | Jai                                 | |
| 2002 | Pitaah                        | Rudra                               | |
| 2002 | Hum Kisi Se Kum Nahin         | Munna Bhai                          | |
| 2002 | Yeh Hai Jalwa                 | Shera                               | gastoptreden |
| 2002 | Maine Dil Tujhko Diya         | Bhai-Jaan                           | |
| 2002 | Hathyar                       | Rohit Raghunath Shivalkar           | |
| 2002 | Annarth                       | Iqbal Danger                        | |
| 2002 | Kaante                        | Jay Rehan                           | Filmfare - Prijs voor beste mannelijke bijrol (nominatie) Bollywood Movie Award - Prijs van de critici voor beste acteur (winnaar) |
| 2003 | Ek Aur Ek Gyarah              | Sitara                              | |
| 2003 | LOC Kargil                    | Y. K. Joshi                         | |
| 2003 | Munnabhai M.B.B.S.            | Murli Prasad Sharma                 | Filmfare - Prijs voor beste acteur in een komische rol (winnaar) Star Screen Award - Prijs voor beste acteur (nominatie) Stardust Star of the Year Award, categorie mannen (winnaar) Bollywood Movie Award - Prijs voor meest sensationele acteur (winnaar) BFJA - Prijs voor beste acteur (winnaar) |
| 2004 | Plan                          | Mussabhai                           | |
| 2004 | Rudraksh                      | Varun                               | |
| 2004 | Deewaar                       | Khan                                | |
| 2004 | Musafir                       | Billa                               | |
| 2004 | Shabd                         | Shaukat Vashisht                    | |
| 2004 | Rakht                         | Rahul                               | |
| 2005 | Tango Charlie                 | Vikram Rathore                      | |
| 2005 | Parineeta                     | Girish Babu                         | Filmfare 2006 - Prijs voor beste mannelijke bijrol (nominatie) |
| 2005 | Dus                           | S. Dheer                            | |
| 2005 | Viruddh... Family Comes First | Ali                                 | |
| 2005 | Shaadi No. 1                  | Lukhwinder Singh                    | |
| 2005 | Ek Ajnabee                    | Hip-Hop MC                          | Gastoptreden |
| 2005 | Vaah! Life Ho Toh Aisi!       | Yamaraj M. A.                       | |
| 2006 | Zinda                         | Balajeet Roy                        | |
| 2006 | Tathastu                      | Ravi Rajput                         | |
| 2006 | Anthony Kaun Hai              | Master Madan                        | |
| 2006 | Lage Raho Munna Bhai          | Murli Prasad Sharma                 | Filmfare - Prijs voor beste acteur (nominatie) IIFA - Prijs voor beste acteur (nominatie) Global Indian Film Award - Prijs van de critici voor beste acteur (winnaar) Stardust Star of the Year Award, categorie mannen (winnaar) Zee Cine - Prijs van de critici voor beste acteur (winnaar)        |
| 2007 | Eklavya: The Royal Guard      | Pannalal Chohar                     | |
| 2007 | Nehlle Pe Dehlla              | Johnny                              | |
| 2007 | Sarhad Paar                   | Ranjeet Singh                       | |
| 2007 | Shootout at Lokhandwala       | Shamsher Khan                       | |
| 2007 | Dhamaal                       | Kabir Nayak                         | |
| 2007 | Om Shanti Om                  |                                     | Gastoptreden in het lied Deewangi Deewangi |
| 2007 | Dus Kahaniyan                 | Baba                                | verhaal Rise & Fall |
| 2008 | Woodstock Villa               |                                     | Gastoptreden in het lied Kyun |
| 2008 | Mehbooba                      | Shravan Dhaliwal                    | |
| 2008 | C Kkompany                    |                                     | Gastoptreden |
| 2008 | Kidnap                        | Vikrant Raina                       | |
| 2008 | EMI                           | Sattar Bhai                         | |
| 2009 | Kal Kissne Dekha              | DJ - Playback zanger                | Gastoptreden |
| 2009 | Luck                          | Karim Moussa                        | |
| 2009 | Blue                          | Sagar                               | |
| 2009 | Aladin                        | Ringmaster                          | |
| 2009 | All the Best: Fun Begins      | Dharam Kapoor                       | |
| 2009 | Lamhaa                        | Vikram                              | |
| 2009 | Chatur Singh Two Star         | Chatur Singh                        | |
| 2010 | Lamhaa                        | Vikram Sabharwal/ Gul Jahangir      | |
| 2010 | Knock Out                     | Veer Vijay Singh                    | |
| 2010 | No Problem                    | Yash Ambani                         | |
| 2010 | Toonpur Ka Superrhero         | Verteller                           | |
| 2010 | Tees Maar Khan                | Verteller                           | |
| 2011 | Ready                         | trouw ambtenaar/ scheidingsadvocaat | |
| 2011 | Double Dhamaal                | Kabir Nayak                         | |
| 2011 | Chatur Singh Two Star         | Chatur Singh                        | |
| 2011 | Rascals                       | Chetan Chauhan                      | |
| 2011 | Ra.One                        | Khalnayak                           | Gastoptreden |
| 2011 | Desi Boyz                     | Mr. Khalnayak                       | Cameo |
| 2012 | Agneepath                     | Kancha Cheena                       | |
| 2012 | Department                    | Mahadev Bhonsle                     | |
| 2012 | Son Of Sardaar                | Billu                               | |
| 2013 | Zila Ghaziabad                | Pritam Singh                        | |
| 2013 | Policegiri                    | Rudra Aditya Devaraj                | |
| 2013 | Zanjeer                       | Sher Khan                           | |
| 2014 | Ungli                         | Ashok Kale                          | |
| 2014 | PK                            | Bhairon Singh                       | |
| 2017 | Bhoomi                        | Arun                                | |
| 2018 | Sanju                         |                                     | gastoptreden in het lied Baba Bolta Hain Bas Ho Gaya |
| 2018 | Saheb, Biwi Aur Gangster 3    | Uday Pratap Singh                   | |
| 2019 | Kalank                        | Balraj Chaudhry                     | |
| 2019 | Prassthanam                   | Baldev Pratap Singh                 | |
| 2019 | Panipat                       | Ahmad Shah Abdali                   | |
| 2020 | Sadak 2                       | Ravi                                | |
| 2020 | Torbaaz                       | Naseer                              | |
| 2021 | Bhuj: The Pride of India      | Ranchordas Pagi                     | |
| 2022 | Toolsidas Junior              | Mohammed Salaam                     | |
| 2022 | K.G.F: Chapter 2              | Adheera                             | Kannada film |
| 2022 | Samrat Prithviraj             | Kaka Kanha                          | |
| 2022 | Shamshera                     | Daroga Shuddh Singh                 | |
| 2023 | Jawan                         | Madhavan Naik                       | gastoptreden |
| 2023 | Leo                           | Antony Das                          | Tamil film |
| 2024 | Ghudchadi                     | Veer Sharma                         | |
| 2024 | Double iSmart                 | Big Bull                            | Telugu film |
| 2025 | The Bhootnii                  | Baba                                | |
| 2025 | Housefull 5                   | Bhiddu                              | |

- Biblioteca Nacional de España: XX1408399
- Bibliothèque nationale de France: cb145220939 (data)
- Gemeinsame Normdatei: 143342193
- International Standard Name Identifier: 0000 0001 0909 5518
- Library of Congress Control Number: nr99027998
- MusicBrainz: bc90bd20-c5ed-425d-a2b6-6e81a39b6c12
- Nationale bibliotheek van Australië: 40524433
- Nationale Bibliotheek van Israël: 987012295607005171
- Nederlandse Thesaurus van Auteursnamen: 240005813
- Trove: 1447665
- Virtual International Authority File: 64240660
- WorldCat: E39PBJrm9t94vYq696b3fMR7pP